# الجامعة التونسية للووشو كونغ فو والرياضات التابعة
الجامعة التونسية للووشو كونغ فو والرياضات التابعة (بالفرنسية: Fédération Tunisienne de Wushu Kung Fu et Disciplines associées)‏ هي جامعة رياضية تونسية تأسست في 9 سبتمبر 2005، تشرف على رياضة الووشو في تونس.

## أهداف
تهدف الجامعة إلى:
- تنظيم وتطوير ومراقبة ممارسة رياضة الووشو كونغ فو بمختلف أشكالها على التراب التونسي.
- إدارة وتنسيق أنشطة الجمعيات التي تضم الأعضاء الممارسين لرياضة الووشو كونغ فو بمختلف أشكالها.
- الدفاع عن مصالح رياضة الووشو كونغ فو في تونس.

## المسيرون
- الرئيس: محمد عادل زهرة
- نائب الرئيس:
- أمين مال:
- الأعضاء:

## عضوية
وهي عضو الاتحاد الدولي للووشو.

## مقالات ذات صلة
- ووشو
- كونغ فو

## وصلة خارجية
- الموقع الرسمي للجامعة التونسية للووشو كونغ فو.